# Mirador d'en Pere
El Mirador d'en Pere, del Pi d'en Pere o del Pi d'en Duran es troba al Parc de la Serralada Litoral, concretament a Teià (el Maresme).
És situat a dalt d'un turonet escapçat i arranjat amb baranes i bancs de fusta. El seu origen rau en el fet que un membre de l'ADF de Teià havia plantat un pi en aquest monticle i pujava sovint a regar-lo. Arran del seu traspàs, els seus companys de l'ADF van decidir construir aquest mirador el 2008 dedicat a la seua memòria.
No aporta noves vistes respecte al veí Mirador de la Cornisa, però el lloc és més tranquil en estar apartat de la pista (força transitada els caps de setmana). Còmodament asseguts al banc que mira a llevant, podem contemplar d'esquerra a dreta el Turó d'en Baldiri i la torre de guaita, els Rocs d'en Xacó (dispersos pel bosc entre el mirador i aquest turó), la part superior de la Roca d'en Riera, la línia costanera fins a Barcelona, el Turó d'en Galzeran i el Castell de Sant Miquel. A sota del mirador, hi ha la Font de les Perdius a poc més de 70 metres.

## Accés
És ubicat a Teià: situats al Mirador de la Cornisa, cal prendre la pista que surt en direcció SO a tocar del mirador i que baixa cap a Teià. Trobarem el Mirador d'en Pere al cap de 330 metres. Coordenades: x=443596 y=4595867 z=379.